# Discografie van Acda en De Munnik
Hieronder volgt de discografie van het Nederlandse muziekduo Acda en De Munnik, met name hun albums, hun muziekdvd's, hun nummers met een notering in een hitlijst en hun Top 2000-noteringen. Voor de muziek die het duo heeft uitgebracht als onderdeel van de supergroep De Poema's, zie hier. Voor de discografieën van de artiesten als solo-artiest, zie hier voor Thomas Acda en hier voor Paul de Munnik.

## Albums

### Studioalbums
| Album                   | Verschijnen       | Label      | Hitlijsten | Hitlijsten | Opmerkingen                |
| Album                   | Verschijnen       | Label      | NL1        | NL1        | Opmerkingen                |
| Album                   | Verschijnen       | Label      | Piek       | Weken      | Opmerkingen                |
| ----------------------- | ----------------- | ---------- | ---------- | ---------- | -------------------------- |
| Acda en De Munnik       | 20 februari 1997  | S.M.A.R.T. | 1 (4 wk)   | 124        | Platina in Nederland       |
| Naar huis               | 7 september 1998  | S.M.A.R.T. | 1 (4 wk)   | 61         | Dubbelplatina in Nederland |
| Hier zijn               | 3 november 2000   | Sony       | 2          | 49         | Platina in Nederland       |
| Groeten uit Maaiveld    | 22 november 2002  | SML        | 1 (2 wk)   | 69         | Platina in Nederland       |
| Liedjes van Lenny       | 20 september 2004 | Columbia   | 1 (1 wk)   | 26         | Goud in Nederland          |
| Nachtmuziek             | 23 november 2007  | Universal  | 3          | 34         | Platina in Nederland       |
| Jouw leven lang bij mij | 9 oktober 2009    | Universal  | 2          | 39         |                            |
| 't Heerst (als A e/d M) | 22 maart 2012     | AHAA!      | 2          | 27         |                            |
| AEDM                    | 26 oktober 2023   | Tribe      | 3          | 8          |                            |

### Dvd's
| Dvd's met hitnoteringen in de Nederlandse DVD Music Top 30 | Datum van verschijnen | Label        | Hoogste positie | Aantal weken |
| ---------------------------------------------------------- | --------------------- | ------------ | --------------- | ------------ |
| Trilogie - geknipt voor TV                                 | 21 oktober 2002       | Sony BMG     | 4               | 12           |
| Groeten uit Maaiveld live                                  | 26 mei 2003           | Sony BMG     | 2               | 11           |
| Spelen                                                     | 8 mei 2009            | Universal    | 4               | 22           |
| Afscheid in Carré                                          | 22 mei 2015           | Bridge, Just | 1 (2 wk)        | 110          |

### Overige
| Album                                                                       | Verschijnen       | Label          | Hitlijsten | Hitlijsten | Opmerkingen                       |
| Album                                                                       | Verschijnen       | Label          | NL         | NL         | Opmerkingen                       |
| Album                                                                       | Verschijnen       | Label          | Piek       | Weken      | Opmerkingen                       |
| --------------------------------------------------------------------------- | ----------------- | -------------- | ---------- | ---------- | --------------------------------- |
| Op voorraad / Live in de Orangerie                                          | 27 september 1999 | S.M.A.R.T.     | 4          | 47         | Livealbum / Platina in Nederland  |
| Live met het Metropole Orkest (met het Metropole Orkest o.l.v. Dick Bakker) | 6 juli 2001       | S.M.A.R.T.     | 14         | 15         | Livealbum                         |
| Trilogie                                                                    | 1 april 2002      | SML            | 7          | 27         |                                   |
| Adem - (Het mooiste en) het beste van                                       | 4 november 2005   | Columbia       | 11         | 22         | Verzamelalbum / Goud in Nederland |
| Alle singles                                                                | 13 september 2013 | Sony           | 6          | 31         | Verzamelalbum met alle singles    |
| Adem - Het beste van                                                        | 31 oktober 2016   | Music on Vinyl | 35         | 1          | Verzamelalbum                     |
| Their Ultimate Collection                                                   | 27 augustus 2021  | Columbia       | 50         | 1          | Verzamelalbum                     |

### Zonder hitnoteringen
- Zwerf' on (1997, cd)
- Live in de Orangerie (1999, livealbum)
- Ren Lenny Ren (2004, dvd)

## Singles
| Lied                                                               | Verschijnen       | Album                            | Hitlijsten  | Hitlijsten  | Hitlijsten    | Hitlijsten    | Opmerkingen                             |
| Lied                                                               | Verschijnen       | Album                            | NL (Top 40) | NL (Top 40) | NL (Top 100)1 | NL (Top 100)1 | Opmerkingen                             |
| Lied                                                               | Verschijnen       | Album                            | Piek        | Weken       | Piek          | Weken         | Opmerkingen                             |
| ------------------------------------------------------------------ | ----------------- | -------------------------------- | ----------- | ----------- | ------------- | ------------- | --------------------------------------- |
| Niet of nooit geweest                                              | 11 mei 1998       | Naar huis                        | 2           | 22          | 2             | 32            | Platina in Nederland                    |
| Laat me slapen                                                     | 24 augustus 1998  | Naar huis                        | 22          | 4           | 31            | 9             | Alarmschijf                             |
| Het regent zonnestralen                                            | 28 december 1998  | Naar huis                        | tip3        | —           | 40            | 14            |                                         |
| Ol'55 (Asfalt voor mij alleen...)                                  | 1 november 1999   | Live in de Orangerie             | tip13       | —           | 84            | 7             |                                         |
| Schoolplein / Kees                                                 | 4 februari 2000   | Live in de Orangerie             | tip5        | —           | 53            | 8             |                                         |
| De kapitein deel II                                                | 13 oktober 2000   | Hier zijn                        | 24          | 7           | 16            | 12            |                                         |
| Verkeerd verbonden                                                 | 23 februari 2001  | Hier zijn                        | tip2        | —           | 73            | 12            |                                         |
| Brussel moeten heten (met het Metropole Orkest o.l.v. Dick Bakker) | 3 augustus 2001   | Live met het Metropole Orkest    | —           | —           | 98            | 1             |                                         |
| Ren Lenny ren                                                      | 25 oktober 2002   | Groeten uit maaiveld             | 17          | 7           | 11            | 15            |                                         |
| Groeten uit maaiveld                                               | 10 februari 2003  | Groeten uit maaiveld             | 10          | 5           | 7             | 7             |                                         |
| Mis ik mij                                                         | 25 juli 2003      | Groeten uit maaiveld             | 30          | 4           | 51            | 10            | Alarmschijf                             |
| Vandaag ben ik gaan lopen                                          | 30 april 2004     | In Oranje soundtrack             | 40          | 2           | 28            | 7             |                                         |
| 't Is stil (Aan de overkant)                                       | 4 juni 2004       | —                                | 11          | 4           | 2             | 7             |                                         |
| Totdat ik jou                                                      | 27 augustus 2004  | Liedjes van Lenny                | 36          | 2           | 23            | 6             |                                         |
| (Noem me) Oud verdriet                                             | 8 november 2004   | Liedjes van Lenny                | —           | —           | 67            | 10            |                                         |
| Jaren ver van hier                                                 | 17 mei 2005       | Adem                             | tip5        | —           | 19            | 7             |                                         |
| Waar was je dan                                                    | 2006              | Adem                             | tip13       | —           | —             | —             |                                         |
| Dan leef ik toch nog een keer                                      | 16 november 2007  | Nachtmuziek                      | 21          | 9           | 17            | 9             | 3FM Megahit                             |
| Heel veel lieve mensen                                             | 22 februari 2008  | Nachtmuziek                      | —           | —           | 61            | 3             |                                         |
| Eva                                                                | 1 januari 2009    | Jouw leven lang bij mij          | —           | —           | 4             | 15            | Goud in Nederland                       |
| Ik blijf jouw leven lang bij mij                                   | 11 september 2009 | Jouw leven lang bij mij          | —           | —           | 33            | 2             |                                         |
| Woorden van een ander                                              | 2 maart 2011      | 't Heerst                        | tip2        | —           | 8             | 6             |                                         |
| Voetstuk staan                                                     | 5 maart 2012      | 't Heerst                        | tip3        | —           | 18            | 3             |                                         |
| Draaien                                                            | 9 augustus 2013   | Alle singles                     | tip3        | —           | 93            | 1             |                                         |
| Morgen wordt fantastisch                                           | 24 maart 2023     | AEDM                             | 10          | 13          | 20            | 16            | NPO Radio 2 TopSong / Goud in Nederland |
| Tussendoor                                                         | 21 september 2023 | AEDM                             | tip6        | —           | —             | —             |                                         |
| Hoe dan ook (met Guus Meeuwis)                                     | 24 november 2023  | Uit het hoofd (van Guus Meeuwis) | tip8        | —           | —             | —             |                                         |
| Ik zeg niets                                                       | 29 augustus 2024  | —                                | tip11       | —           | —             | —             |                                         |

### NPO Radio 2 Top 2000
| Nummers met noteringen in de NPO Radio 2 Top 2000 | '99 | '00 | '01 | '02 | '03  | '04 | '05 | '06 | '07 | '08  | '09  | '10  | '11  | '12  | '13  | '14  | '15  | '16  | '17  | '18  | '19  | '20  | '21  | '22  | '23  | '24  |
| ------------------------------------------------- | --- | --- | --- | --- | ---- | --- | --- | --- | --- | ---- | ---- | ---- | ---- | ---- | ---- | ---- | ---- | ---- | ---- | ---- | ---- | ---- | ---- | ---- | ---- | ---- |
| Als het vuur gedoofd is                           | -   | -   | -   | -   | 185  | 216 | 215 | 248 | 175 | 216  | 435  | 434  | 489  | 516  | 545  | 655  | 615  | 623  | 728  | 895  | 962  | 947  | 1089 | 1062 | 718  | 679  |
| Als je bij me weggaat                             | -   | -   | -   | -   | -    | -   | -   | -   | -   | -    | -    | -    | -    | -    | -    | -    | -    | -    | -    | -    | -    | -    | -    | -    | -    | 1990 |
| Dag Esmee                                         | -   | -   | -   | -   | -    | -   | -   | -   | -   | -    | -    | -    | -    | -    | -    | -    | 1847 | -    | -    | -    | -    | -    | -    | -    | -    | -    |
| Dan leef ik toch nog een keer                     | ×   | ×   | ×   | ×   | ×    | ×   | ×   | ×   | -   | -    | 1750 | 1534 | -    | -    | -    | -    | -    | -    | -    | -    | -    | -    | -    | -    | -    | -    |
| De kapitein deel II                               | ×   | -   | -   | 105 | 212  | 329 | 388 | 404 | 362 | 338  | 681  | 589  | 666  | 896  | 779  | 991  | 778  | 896  | 1013 | 1068 | 926  | 968  | 1060 | 1126 | 707  | 683  |
| Eva                                               | ×   | ×   | ×   | ×   | ×    | ×   | ×   | ×   | ×   | ×    | ×    | 820  | 1077 | 1640 | 1807 | -    | -    | -    | -    | -    | -    | -    | -    | -    | -    | -    |
| Het regent zonnestralen                           | -   | -   | -   | -   | 1061 | 97  | 60  | 64  | 31  | 67   | 61   | 52   | 60   | 98   | 87   | 77   | 63   | 63   | 82   | 101  | 108  | 101  | 102  | 127  | 77   | 78   |
| Lopen tot de zon komt                             | -   | -   | -   | -   | -    | -   | -   | -   | 184 | 1050 | 334  | 312  | 280  | 310  | 254  | 307  | 272  | 274  | 336  | 405  | 390  | 392  | 447  | 485  | 389  | 288  |
| Mooi liedje                                       | -   | -   | -   | -   | 893  | 419 | 286 | 469 | 338 | 437  | 613  | 633  | 727  | 798  | 754  | 804  | 966  | 1079 | 1173 | 1514 | 1526 | 1590 | 1913 | -    | 1880 | 1519 |
| Morgen wordt fantastisch                          | ×   | ×   | ×   | ×   | ×    | ×   | ×   | ×   | ×   | ×    | ×    | ×    | ×    | ×    | ×    | ×    | ×    | ×    | ×    | ×    | ×    | ×    | ×    | ×    | 1878 | 601  |
| Niet of nooit geweest                             | 44  | 40  | 48  | 36  | 74   | 87  | 94  | 150 | 108 | 93   | 272  | 243  | 254  | 447  | 542  | 479  | 435  | 486  | 550  | 667  | 684  | 669  | 745  | 880  | 512  | 695  |
| Ren Lenny ren                                     | ×   | ×   | ×   | -   | 415  | 261 | 228 | 299 | 231 | 300  | 569  | 477  | 530  | 687  | 605  | 428  | 446  | 408  | 365  | 539  | 533  | 524  | 521  | 606  | 470  | 468  |
| Slaap zacht, Elisabeth                            | -   | -   | -   | -   | -    | -   | -   | -   | -   | -    | -    | -    | -    | -    | -    | -    | -    | -    | -    | -    | 1990 | 1845 | -    | -    | -    | -    |
| Voetstuk staan                                    | ×   | ×   | ×   | ×   | ×    | ×   | ×   | ×   | ×   | ×    | ×    | ×    | ×    | 1144 | 1425 | 1515 | -    | -    | -    | -    | -    | -    | -    | -    | -    | -    |

1. ↑  Een '-' betekent dat het nummer niet was genoteerd, een '×' betekent dat het nummer nog niet was uitgebracht en een vetgedrukt getal geeft de hoogste notering van een nummer aan.

- Vondelpark vannacht stond nooit in de Top 2000, maar in 2023 wel in de eenmalige "De Extra 500" op 2136, wat betekent dat deze bijna de echte lijst had gehaald. Als je bij me weggaat en Slaap zacht Elisabeth stonden ook in die lijst, op respectievelijk 2125 en 2154.[1]
- Als ik je weer zie van Acda, De Munnik, Typhoon en Maan staat sinds 2022 ook in de Top 2000, maar wordt ondanks het medewerken van zowel Acda als De Munnik niet als nummer van Acda en De Munnik beschouwd, maar als solowerk.
- De nummers Zij maakt het verschil en Mijn houten hart, uitgebracht door Acda en De Munnik in samenwerking met Van Dik Hout onder de artiestennaam De Poema's, staan sinds respectievelijk 2003 en 2005 elk jaar in de Top 2000.